# The New Times
The New Times (ros. Новое Время) – wydawany w Rosji niezależny rosyjskojęzyczny tygodnik o profilu politycznym, ekonomicznym, społecznym i publicystycznym. Czasopismo założone zostało w 1943 roku. W formie drukowanej publikacja wydawana była do 2017 roku. Redaktorem naczelnym magazynu jest rosyjska dziennikarka śledcza, politolożka, pisarka i  prezenterka audycji radiowych Jewgienija Albac.
Od 2013 do 2017 roku periodyk zarejestrowany był jako organizacja non-profit i był uzależniony wyłącznie od subskrybentów pisma. W ostatnim drukowanym wydaniu gazety Albac, redaktorka naczelna tygodnika, stwierdziła: „Przez 10 lat – pomimo wszystkich trudności, problemów, gróźb – pozostawaliśmy całkowicie niezależną publikacją”.
Po przeprowadzonym przez Albac wywiadzie z politykiem opozycji Aleksiejem Nawalnym, który wyemitowano na antenie rozgłośni radiowej Echo Moskwy, w październiku 2018 roku na redakcję „The New Times” nałożono (formalnie za nieterminowe składanie sprawozdań finansowych) grzywnę w wysokości 22 mln RUB (ok. 1 250 000 PLN). W cztery dni zebrano prawie 370 000 USD (ok. 1 370 000 PLN), co pozwoliło tytułowi nie zbankrutować i przetrwać na rosyjskim rynku prasowym.
28 lutego 2022 roku Roskomnadzor zablokował stronę internetową czasopisma w związku z zamieszczanymi w nim relacjami na temat rosyjskiej inwazji na Ukrainę. W lipcu 2022 roku redaktorka naczelna Jewgienija Albac została wpisana przez rosyjskie Ministerstwo Sprawiedliwości na listę „zagranicznych agentów”. We wrześniu 2022 roku Albac opuściła Rosję, by uniknąć prześladowań.